# Heleomyza
Leria, Thelipus
Genre
Synonymes
- Leria Robineau-Desvoidy, 1830
- Thelipus Robineau-Desvoidy, 1830

Heleomyza est un genre d'insectes diptères de la famille des Heleomyzidae.

## Classification
Le genre Heleomyza est décrit par le botaniste et entomologiste suédois Carl Frederick Fallén (1764-1830) en 1810,.

### Synonymes
- Leria Robineau-Desvoidy, 1830[2]
- Thelipus Robineau-Desvoidy, 1830[3].

### Fossiles et âge
Selon Paleobiology Database en 2023, quatre collections de fossiles de l'Oligocène sont référencées dont une en France et trois en Allemagne.

## Espèces fossiles
Selon la Paleobiology Database en 2023, le nombre d'espèces fossiles est de trois :
- †Heleomyza bauckhorni Meunier, 1914 avec un synonyme Leria bauckhorni
- †Heleomyza fagei Jean Timon-David (d), 1944
- †Heleomyza oligocenica Théobald, 1937[2].

## Espèces
- Heleomyza aldrichi
- Heleomyza angusta
- Heleomyza arenaria

- H. bisetata (Garrett, 1922)
- H. borealis (Boheman, 1865)
- H. brachypterna (Loew, 1873)
- H. breviciliata (Schmitz, 1917)
- H. captiosa (Gorodkov, 1962)
- H. carolinensis (Robineau-Desvoidy, 1830)
- Heleomyza chilensis
- H. czernyi Collart, 1933
- H. difficilis Gill, 1962
- Heleomyza elongata
- Heleomyza eoa
- H. fasciata (Walker, 1849)
- Heleomyza frigida
- H. fusca (Macquart, 1843)
- H. genalis (Coquillett, 1910)
- H. hackmani Frey, 1950
- Heleomyza iwasai
- Heleomyza koslovi
- Heleomyza maculipennis
- H. modesta Meigen, 1838
- Heleomyza mongolica
- H. nebulosa (Coquillett, 1910)
- Heleomyza pallidiceps
- H. pleuralis (Becker, 1907)
- Heleomyza sajanensis
- H. serrata (Linnaeus, 1758)
- H. setulosa (Czerny, 1924)
- Heleomyza stelleri
- H. tristissima (Garrett, 1921)
- Heleomyza velutina

### Publication originale
- [Carl Frederick Fallén 1810] (la) Carl Frederick Fallén, « Specim. Entomolog. Novam Diptera Disponendi Methodum Exhibens », Berlingianus,‎ 1810, Lund.: 1-26; Pl. 1. (lire en ligne).